# Ella Mae Morse

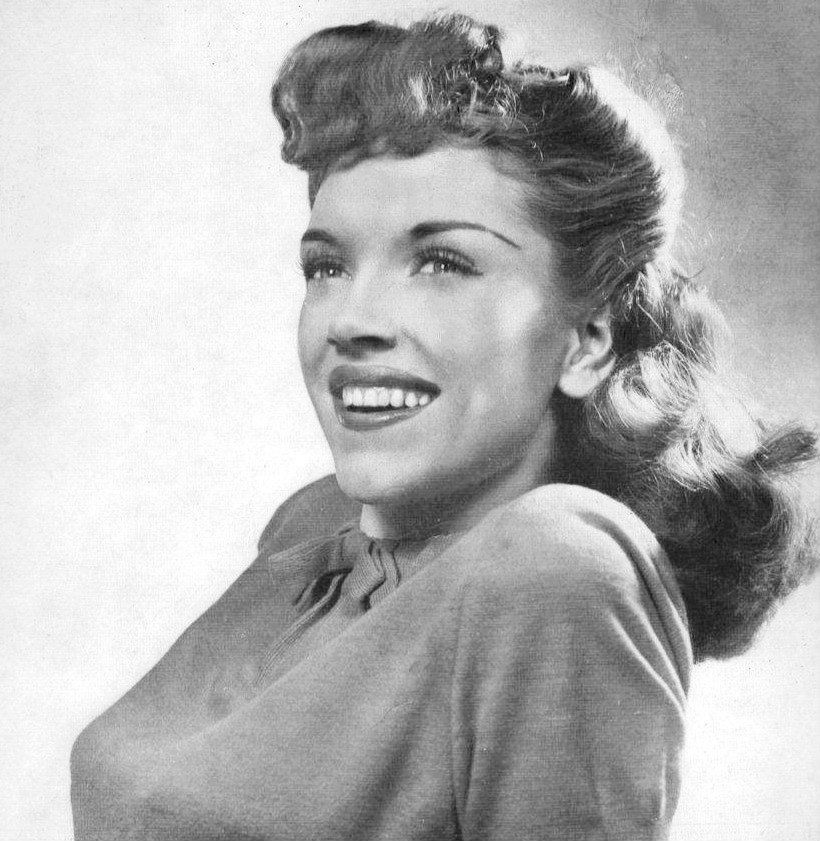
Ella Mae Morse 1944

Ella Mae Morse (* 12. September 1924 in Mansfield, Texas; † 16. Oktober 1999 in Bullhead City, Arizona) war eine US-amerikanische Sängerin in den Bereichen des Rhythm and Blues, Rock ’n’ Roll, Country, Jazzgesangs und der populären Musik.

## Leben und Wirken
Ellas Vater war Schlagzeuger, die Mutter Pianistin; erste Versuche als Sängerin machte sie in der Band ihres Vaters. Ella Mae Morse sang bereits im Alter von vierzehn Jahren bei Jimmy Dorsey. Dieser hielt sie für eine 19-Jährige, und als er von der Schulbehörde über ihr wirkliches Alter informiert wurde, feuerte er sie. 1942 wurde sie – inzwischen 17 Jahre alt – Bandsängerin des Boogie-Woogie-Pianisten Freddie Slack. Mit ihm nahm sie die Schallplatte Cow Coe Boogie für Capitol Records auf; die Single brachte dem Label die erste Goldene Schallplatte ein. Eine weitere erfolgreiche 78er-Single mit Slacks Orchester war Mr. Five by Five, die 1942 ebenfalls bei Capitol erschien. Von ihr stammt auch der Hit Milkman, Keep Those Bottles Quiet, der später durch Nancy Walker in dem Film Broadway Rhythm bekannt wurde.
1943 begann Morse als Solistin aufzunehmen; mit dem Song Shoo Shoo Baby war sie im Dezember für zwei Wochen auf Nr. 1 in den R&B-Charts und vier Wochen auf Nr. 18 der nationalen Pop-Charts. Im selben Jahr hatte sie einen Cameo-Auftritt in dem Film Reveille with Beverly. Sie sang nun in verschiedenen musikalischen Stilen und hatte Hiterfolge sowohl in den Billboard Hot 100 im Bereich Pop als auch in den Rhythm and Blues Charts, erlangte jedoch nie die eine große Popularität.

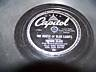
Ella Mae Morse und Freddie Slacks 78er „House of Blue Lights“

In der Folge erschienen weitere Singles bei Capitol, wie der Jazz-Standard Love Me or Leave Me mit der Rückseite Blacksmith Blues. 1946 nahm sie mit Freddie Slack den Titel House of Blue Lights, den dieser mit Don Raye geschrieben hatte, der dann von vielen afroamerikanischen R&B-Künstlern interpretiert wurde. Ihr größter Erfolg wurde 1952 der Blacksmith Blues; im gleichen Jahr nahm sie mit Slack ihre Version des Klassikers Down the Road a Piece auf. Mit dem Hillbilly Sänger Tennessee Ernie Ford sang sie 1952 den Titel I’m Hog Tied Over You im Duett. Ihre Version des Oakie Boogie erreichte 1952 die #23 der Charts; der Titel war eines der ersten Arrangements von Nelson Riddle. Ihr letzter Hit war im August 1953 Forty Cups of Coffee, bei dem sie vom Dave Cavanough Orchester begleitet wurde.
1955 erschien ihre Version des frühen Rock-&-Roll-Titels Razzle Dazzle, den auch Bill Haley & His Comets einspielten. Letzte Aufnahmen von Ella Mae Morse entstanden noch 1957, als sie für Capitol das Album The Morse Code einspielte; sie trat aber noch bis 1987 auf.
1999 starb sie an Atemstillstand im Alter von 75 Jahren in Bullhead City, Arizona. Morse war viermal verheiratet und hatte sechs Kinder. 1941 heiratete sie den Pianisten Richard Showalter (aka „Dick Walters“). Das Paar ließ sich scheiden und Morse heiratete den Marinearzt Marvin Leonard Gerber, diese Ehe hielt bis 1953. Anschließend heiratete sie Glen Kendall, aber auch diese Ehe hielt nicht. Ihr letzter Ehemann wurde der Tischler Jack Bradford, mit dem sie bis zu seinem Tod verheiratet blieb.

## Würdigung
Ihre Karriere wurde in Nick Tosches Buch The Unsung Heroes of Rock 'N' Roll: The Birth of Rock in the Wild Years Before Elvis von 1984 beschrieben. Ella Mae Morse wurde auch mit einem Stern auf dem Hollywood Walk of Fame in 1724 Vine Street geehrt. S.T. Alewine bezeichnete Ella Mae Morse im Allmusic als eine der talentiertesten, jedoch in Vergessenheit geratenen Vokalisten der 1940er Jahre. Mit ihrer Mischung aus Jazz, Country, Pop und R&B war Morse eine bemerkenswerte Pionierin dessen, was bald als Rock & Roll bezeichnet wurde. So bezeichnete Elvis Presley die Sängerin, die von vielen irrtümlich für eine Schwarze gehalten wurde, als ein wichtiges Vorbild.

## Diskographische Hinweise

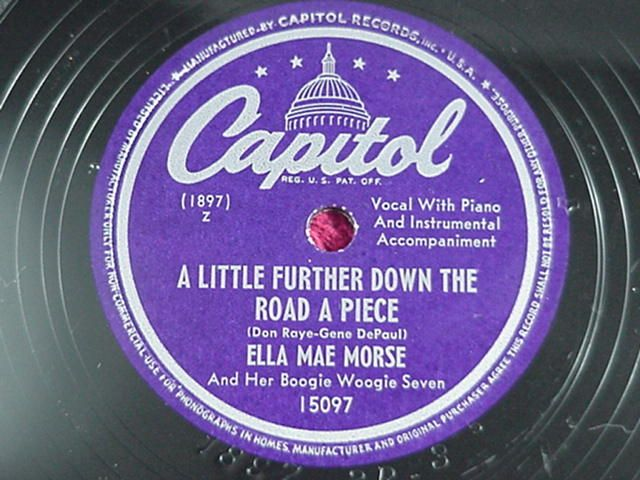
Ella Mae Morse and her Boogie Woogie Seven: „A Little Further Down the Road a Piece“

### 78er und Singles
- Die Titel der 40er Jahre erschienen zunächst als 78er bei Capitol Records, wie
  - 1942 – Cow Cow Boogie, Mister Five by Five, Get On Board Little Chillun, Old Rob Boy, He's My  Guy
  - 1943 – Milkman, Keep Those Bottles Quiet, Shoo Shoo Baby, The Patty Cake Man, Solid Potato Salad
  - 1944 – Take Care of You for Me
  - 1945 – Captain Kidd, House of Blue Lights,
  - 1947 – Pig Foot Pete
  - 1951 – Okie Boogie
  - 1952 – The Blacksmith Blues
  - 1953 – Money Honey, Forty Cups of Coffee
  - 1954 – Barrelhouse, Boogie And The Blues.

- Gekoppelt mit zwei Titeln von Connee Boswell („Stormy Weather“, „Invitation fot the Blues“) erschien „Cow Cow Boogie“ auch als V-Disc.

### Kompilationen
Auf der Kompilation Dynamite Texas Diva Live  (Collectors Choice) wurden 19 Live-Aufnahmen von Ella Mae Morse von August 1942 bis November 1945, die meisten mit dem AFRS Orchestra, veröffentlicht, so zwei Versionen ihres wohl bekanntesten Titels „Cow Cow Boogie“ (1942) mit dem Freddie Slack Orchestra und dann zwei Jahre als Solistin mit einer AFRS-Band, die von Meredith Willson geleitet wurde. Weitere Titel der Kompilation sind ihre Erfolgstitel „Five by Five“ und „Milkman, Keep Those Bottles Quiet“, letzterer aus der Johnny Mercer Radioshow mit Paul Weston & His Orchestra. Eine weitere Kompilation erschien unter dem Titel In the 50s – Razzle-Dazzle.
Die wohl umfassendste Werkschau ihrer Aufnahmen erschien auf Bear Family Records unter dem Titel Barrelhouse, Boogie And Blues auf fünf CDs, ergänzt um ein 40-seitiges Buch. Es enthält ihre Aufnahmen, die sie im Laufe von 15 Jahren für Capitol Records (1942–1957) einspielte, über 100 Titel, einschließlich 20 bisher unveröffentlichter Songs. Zu ihren Begleitmusikern gehörten außer Freddie Slack auch Benny Carter, Barney Kessel, Pete Johnson, Red Callender, Jimmy Bryant und Speedy West.